# Amminabhavi, Dharwad
Amminabhavi là một làng thuộc tehsil Dharwad, huyện Dharwad, bang Karnataka, Ấn Độ.